# Муанвиль
Муанви́ль (фр. Moineville) — коммуна во французском департаменте Мёрт и Мозель, региона Лотарингия. Относится к  кантону Омекур.	

## География

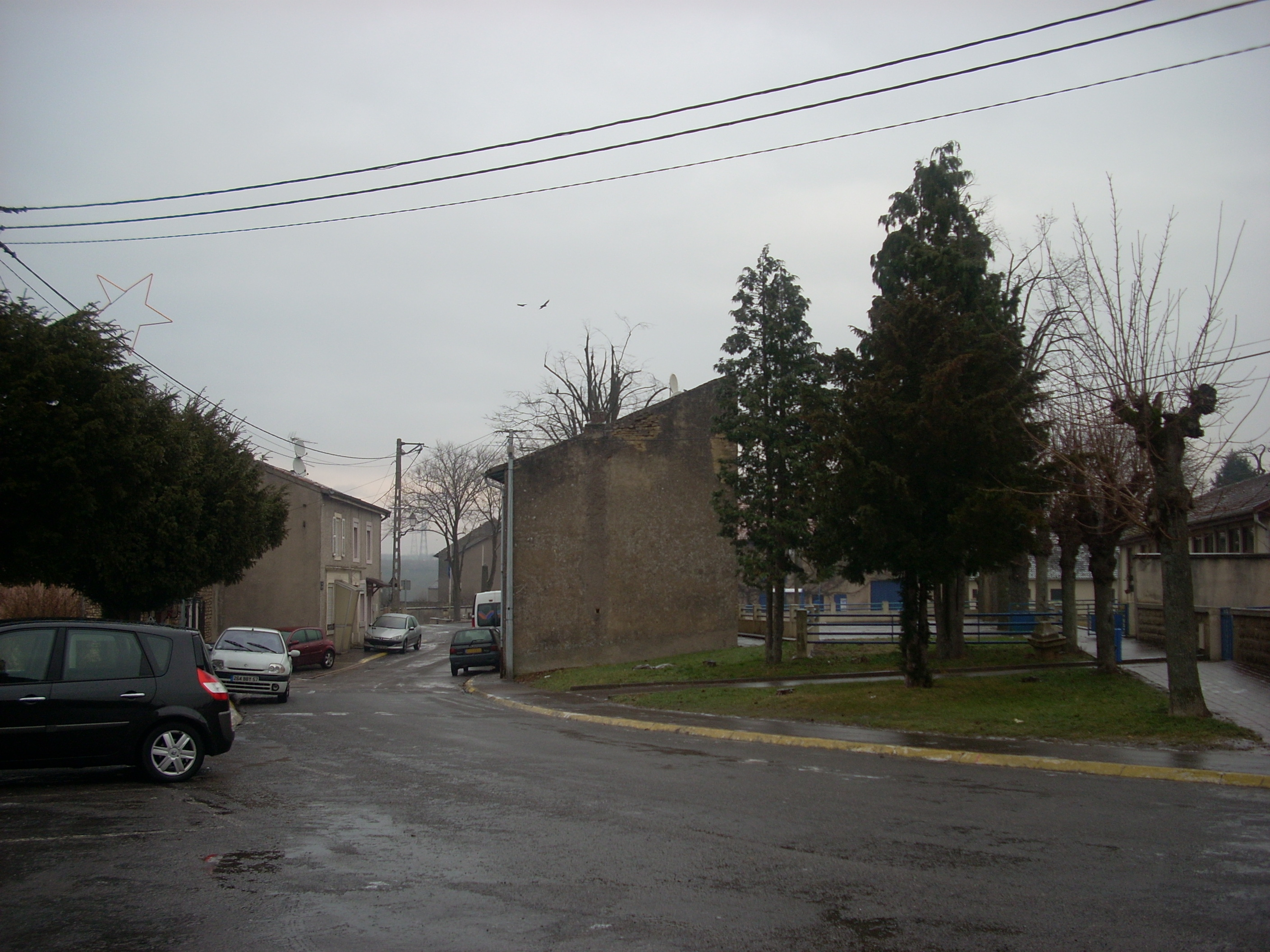
Муанвиль.

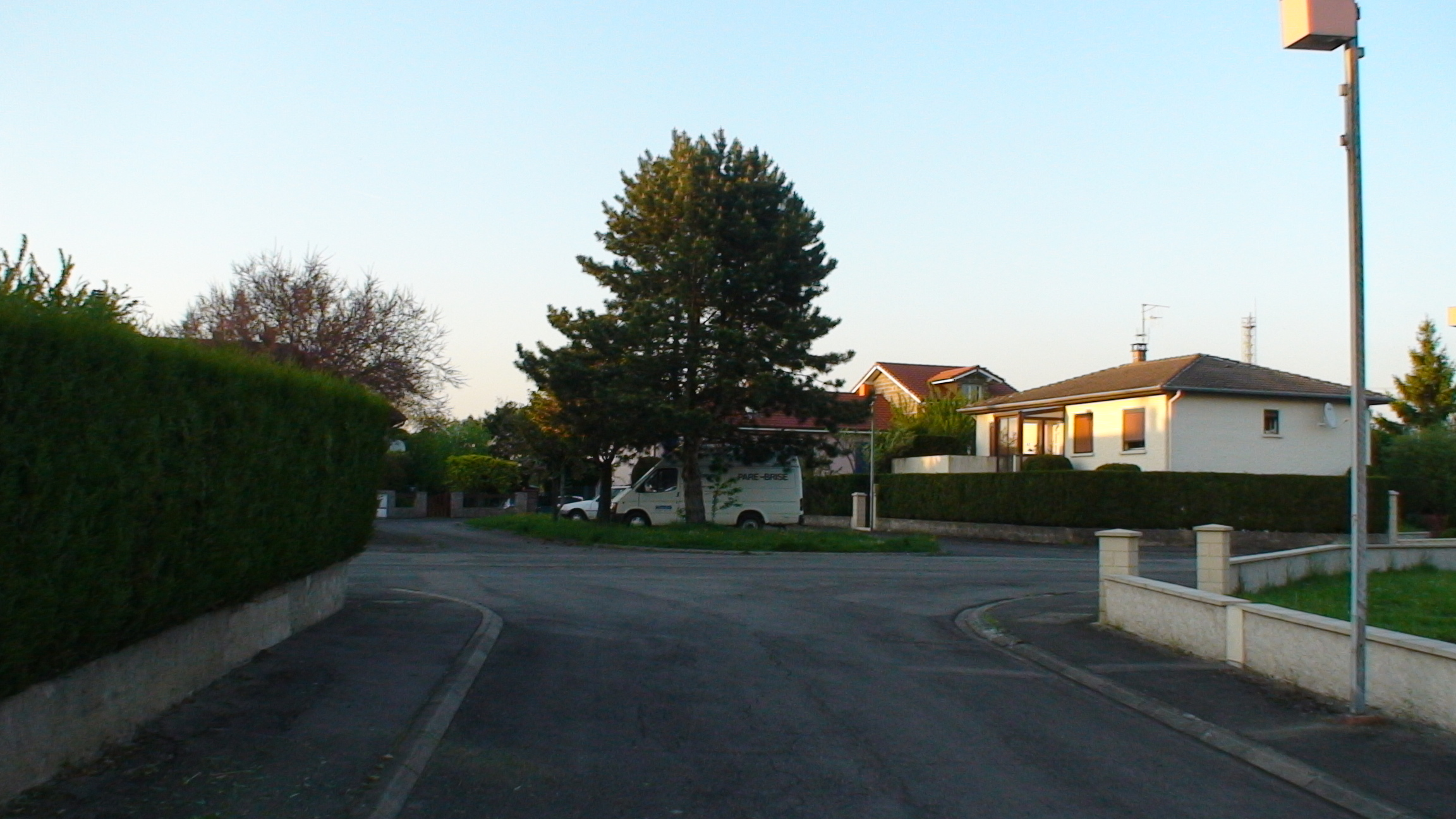
Муанвиль. Квартал Клер-Матен.

Муанвиль расположен в 20 км к северо-западу от Меца. Соседние коммуны: Мутье на северо-востоке, Обуэ на востоке, Сен-Мари-о-Шен на юго-востоке, Валлеруа на северо-западе.

## Демография
Население коммуны на 2010 год составляло 1106 человек.
| 1962 | 1968 | 1975 | 1982 | 1990 | 1999 | 2010 |
| ---- | ---- | ---- | ---- | ---- | ---- | ---- |
| 776  | 747  | 705  | 866  | 864  | 879  | 1106 |